# Haumea (mitologia)
Haumea (pronúncia em havaiano: [həuˈmɛjə]) é a deusa da fertilidade e do parto na mitologia havaiana. Haumea é um dos deuses mais importantes do Havaí e a sua adoração está entre as mais antigas das ilhas havaianas.
Em 17 de setembro de 2008, a União Astronômica Internacional nomeou o quinto planeta anão conhecido no Sistema Solar de Haumea. As duas luas do planeta receberam o nome das filhas de Haumea: Hiʻiaka, deusa da feitiçaria e medicina e Namaka, o espírito da água.

## Mitologia
Com a ajuda de um bastão mágico, Haumea repetidamente se transforma em uma velha e em uma jovem e retorna à sua terra natal periodicamente para se casar com um dos seus descendentes, dando assim à luz contínuas gerações de humanos. Eventualmente, sua identidade é descoberta, o que a irrita, fazendo com que ela deixe a humanidade para trás.
Segundo a mitologia, Haumea deu aos humanos a capacidade de dar à luz naturalmente. Em uma história, ela visitou Muleiula, filha de um chefe que estava passando por um parto doloroso, durante o qual ela descobriu que os humanos só davam à luz abrindo um corte na mãe. Vendo isso, Haumea criou uma poção com a árvore Kani-ka-wi (Spondias dulcis), que permitiu à mãe empurrar o bebê para fora naturalmente.